# Gournay-Loizé
Gournay-Loizé ist eine ehemalige französische Gemeinde mit zuletzt 599 Einwohnern (Stand 2014) im Département Deux-Sèvres in der Region Nouvelle-Aquitaine. Gournay-Loizé ist Hauptort der Commune nouvelle Alloinay.

## Geographie
Nachbarorte sind Sompt im Nordwesten, Maisonnay im Norden, Saint-Vincent-la-Châtre im Nordosten, Les Alleuds im Osten, Melleran im Südosten, Ardilleux im Süden, Chef-Boutonne im Südwesten und Tillou im Westen.

## Geschichte
Die Gemeinde entstand 1973 aus der Fusion der bisherigen Kommunen Gournay und Loizé.
Mit Wirkung vom 1. Januar 2017 wurde sie mit Les Alleuds zur Commune nouvelle Alloinay zusammengelegt. Die Gemeinde Gournay-Loizé gehörte zum Arrondissement Niort und zum Kanton Melle.

## Bevölkerungsentwicklung
| Jahr      | 1962                    | 1968                    | 1975 | 1982 | 1990 | 1999 | 2005 | 2006 | 2009 |
| --------- | ----------------------- | ----------------------- | ---- | ---- | ---- | ---- | ---- | ---- | ---- |
| Einwohner | Gournay: 538/Loizé: 293 | Gournay: 480/Loizé: 281 | 781  | 662  | 621  | 581  | 615  | 614  | 616  |